# Граудиня, Тина
Тина Лаура Граудиня (латыш. Tīna Laura Graudiņa; 9 марта 1998, Юрмала) — латвийская пляжная волейболистка, двукратная чемпионка Европы (2019, 2022).

## Карьера
В августе 2019 года в паре с Анастасией Кравченок стали чемпионками Европы, благодаря чему они квалифицировались на Олимпийские игры 2020 года, став первой в истории латвийской женской парой, которая прошла квалификацию на Игры. 
Летом 2021 года вместе с Анастасией Кравченок играли на олимпийском турнире по пляжному волейболу, на котором латвийские волейболистки выступили успешно, уступив в матче за бронзу, дуэту из Швейцарии Анук Верже-Депре и Йоане Хайдрих.
В августе 2022 года в паре с Анастасией Кравченок завоевала второе европейское золото, став вместе с ней двукратными чемпионками Европы; в финале со счётом 2-1 была обыграна пара из Швейцарии Нина Бетшарт и Таня Хюберли